# Li Yunli
Li Yunli (1976) es una deportista china que compitió en halterofilia. Ganó una medalla de oro en el Campeonato Mundial de Halterofilia de 1998, en la categoría de 48 kg.

## Palmarés internacional
| Campeonato Mundial | Campeonato Mundial | Campeonato Mundial | Campeonato Mundial |
| Año                | Lugar              | Medalla            | Categoría          |
| ------------------ | ------------------ | ------------------ | ------------------ |
| 1998               | Lahti (Finlandia)  | Medalla de oro     | 48 kg              |